# Інті Пестоні
Інті Пестоні (фр. Inti Pestoni, італ. Inti Pestoni; 8 серпня 1991, Амбрі, Швейцарія) — швейцарський хокеїст, крайній нападник, виступає за клуб Амбрі-Піотта з 2007 року в Національній лізі А.

## Ігрова кар'єра
До свого дебюту в «Амбрі-Піотта», виступав в елітному молодіжному дивізіоні А в чемпіонаті Швейцарії за молодіжну команду «Амбрі-Піотта», в складі якої провів 133 матчі, набрав 138 очко (69+69).
27 лютого 2012 року переуклав контракт з клубом «Амбрі-Піотта» до 2016 року.
5 жовтня 2016 року Інті перейшов до клубу ЦСК Лайонс.
5 червня 2018 року нападник уклав однорічну угоду з командою «Давос».
4 січня 2019 року, Пестоні підписав дворічний контракт з СК «Берн».
7 травня 2021 року Пестоні повернувся до клубу «Амбрі-Піотта» підписавши контракт на чотири роки.
Виступав у складі юніорської збірної Швейцарії на чемпіонаті світу 2009 року, провів чотири матчі, зробив дві результативні передачи.
На чемпіонаті світу серед молодіжних команд 2011 року у складі збірної провів шість матчів в яких набрав 7 очок (5+2).

## Нагороди та досягнення
- Переможець Кубку Шпенглера у 2013 та 2014 роках у складі «Серветт-Женева», в 2022 році у складі «Амбрі-Піотта».
- Чемпіон Швейцарії в складі ЦСК Лайонс — 2018.
- Володар Кубку Швейцарії в складі СК «Берн» — 2021.